# ISO/IEC 9995
ISO / IEC 9995 Tecnología de la información: los diseños de teclado para texto y sistemas de oficina son una serie estándar ISO que define los principios de diseño para teclados de computadora. No define diseños específicos, pero proporciona la base para los estándares nacionales e industriales que definen dichos diseños.
El proyecto de esta norma fue adoptado en ISO en Berlín en 1985 bajo la propuesta del Dr. Yves Neuville. La serie estándar ISO / IEC 9995 data de 1994 y ha sufrido varias actualizaciones a lo largo de los años.

## Partes
El estándar ISO/IEC 9995 está compuesto de las siguientes partes:
- ISO / IEC 9995-1: 2009 Principios generales que rigen la distribución del teclado [1]
- ISO / IEC 9995-2: 2009 Sección alfanumérica [2] con la Enmienda 1 (2012) Emulación de teclado numérico [3]
- ISO / IEC 9995-3: 2010 Disposiciones complementarias de la zona alfanumérica de la sección alfanumérica [4]
- ISO / IEC 9995-4: 2009 Sección numérica [5]
- ISO / IEC 9995-5: 2009 Edición y sección de funciones [6]
- ISO / IEC 9995-7: 2009 Símbolos utilizados para representar funciones [7] con la Enmienda 1 (2012)[8]
- ISO / IEC 9995-8: 2009 Asignación de letras a las teclas de un teclado numérico [9]
- ISO / IEC 9995-9: diseños de grupos de teclados multidisciplinarios de uso multilingüe 2016[10]
- ISO / CEI 9995-10: 2013 Símbolos y métodos convencionales para representar caracteres gráficos no reconocibles de forma única por su glifo en los teclados y en la documentación [11]
- ISO / IEC 9995-11: 2015 Funcionalidad de claves inactivas y repertorios de caracteres ingresados por claves inactivas[12]

(ISO 9995-6: 2006 La sección de funciones se retiró el 2009-10-08. )

## ISO/IEC 9995-1
ISO / IEC 9995-1 proporciona una descripción fundamental de los teclados adecuados para texto y sistemas de oficina, y define varios términos que se utilizan en toda la serie estándar ISO / IEC 9995.

#### Niveles (“unshifted” “cambiados”, “AltGr”)

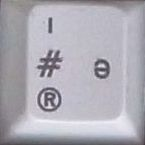
Llave en posición de verja C12 en el alemán T2 diseño qué tiene 2 grupos, cada subdivided a hasta 3 niveles

#### Grupos

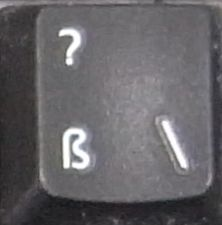
Llave en posición de verja E11 en el alemán T1 diseño qué tiene 3 niveles en un grupo solo

### Llaves de función

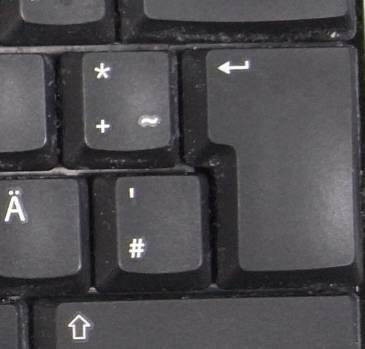
Llave de regreso en un alemán T1 teclado, abarcando encima dos filas

### Grupo secundario común

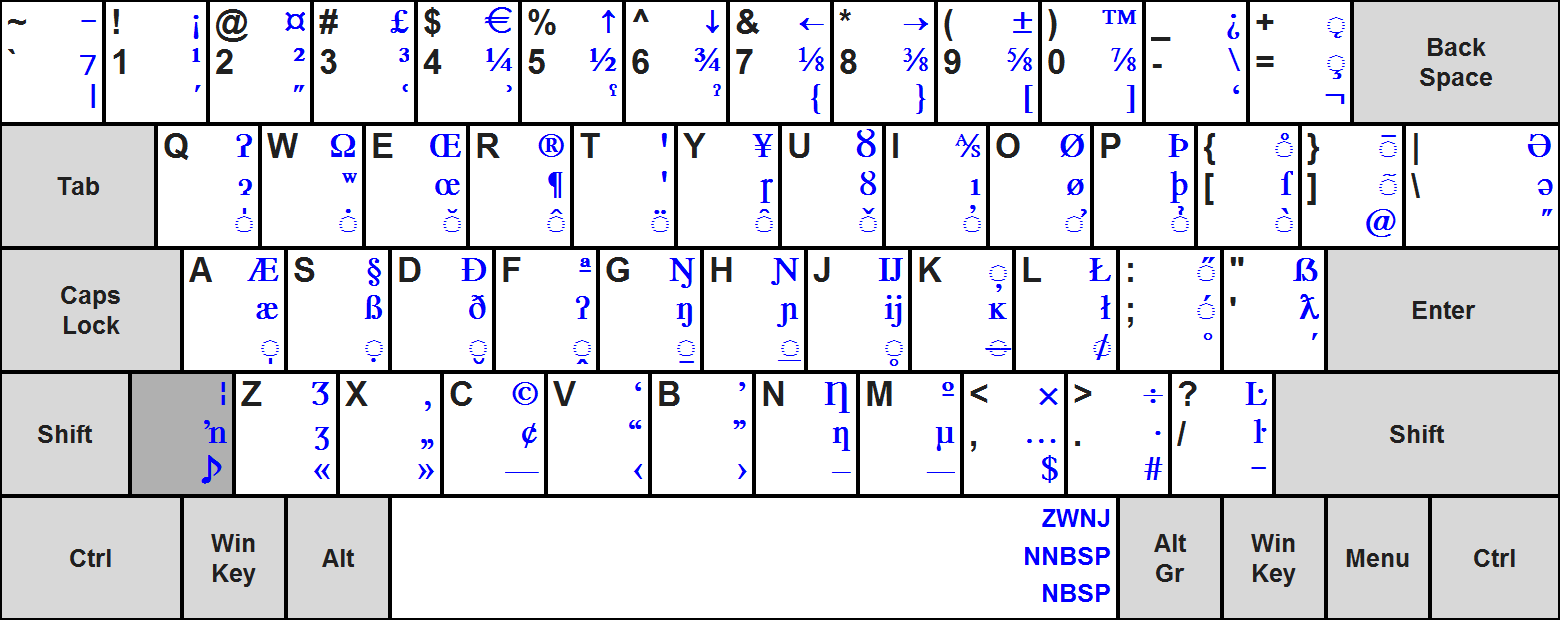
ISO/IEC 9995-3:2010 aplicado al diseño de teclado de los EE.UU.

## ISO/IEC 9995-4

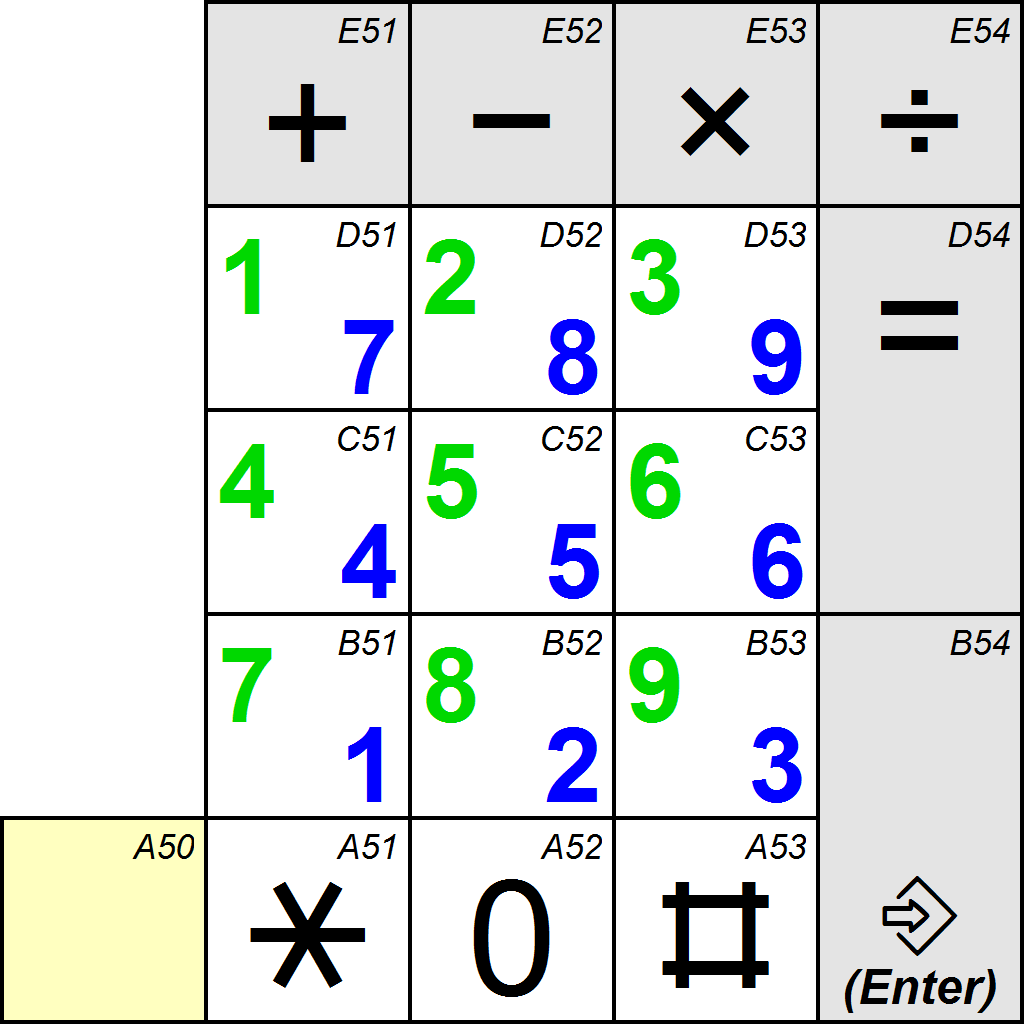
Sección numérica de un teclado según ISO/IEC 9995-4, mostrando varios detalles especificaron en este estándar

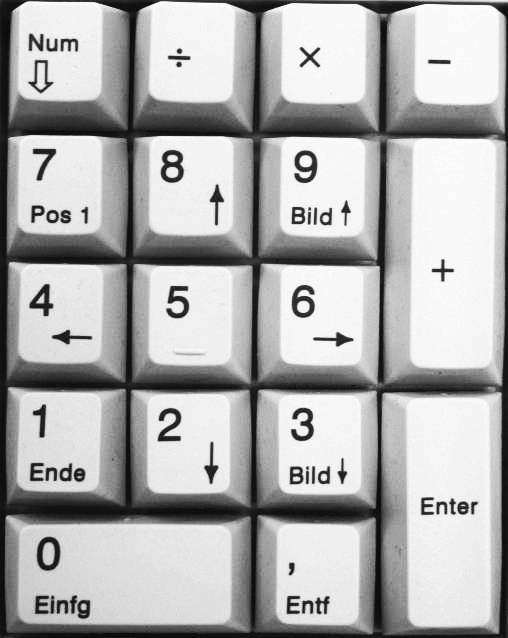
Sección numérica de un teclado real

## ISO/IEC 9995-5

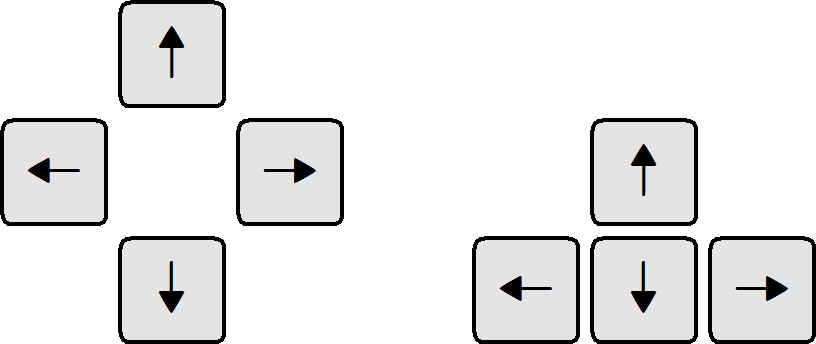
Cursor arreglos claves